# Цілодобова книгарня містера Пенумбри
Цілодобова книгарня містера Пенумбри (англ. Mr. Penumbra's 24-Hour Bookstore) — дебютний роман американського письменника Робіна Слоуна.

## Сюжет
«Цілодобова книгарня містера Пенумбри» поєднує у собі елементи фентезі, детективу, дружби та пригод. Книга дає погляд на сучасний конфлікт, що полягає у переході від старої технології (друковані книжки) до нової (електронної). Головний персонаж — безробітний вебдизайнер, який починає працювати нічним продавцем у запиленій книгарні, що майже не має покупців. Поступово він починає відкривати один секрет за іншим — таємничі старі книжки та власник книгарні ведуть його до розкриття 500-річної таємної організації.

## Відзнаки
Газета «Сан Франциско Хронікл» віднесла роман до 100 найкращих книг 2012-го року.  Книга також отримала відзнаку «вибір редактора» від газети «Нью-Йорк Таймс» та потрапила до списку бестселерів серед книг у твердій палітурці за версіями  «Нью-Йорк Таймс» та NPR. Американське видання книги містить обкладинку, що світиться у темряві. Таку палітурку розробив ілюстратор Родріго Коррал. Портал BookPage відніс обкладинку роману до 25 найкращих книжкових обкладинок 2012-го року.

## Переклад українською
- Робін Слоун. Цілодобова книгарня містера Пенумбри. — К. : Vivat, 2017. — 304 с. — ISBN 978-617-690-979-8.